# Mohaka Viaduct

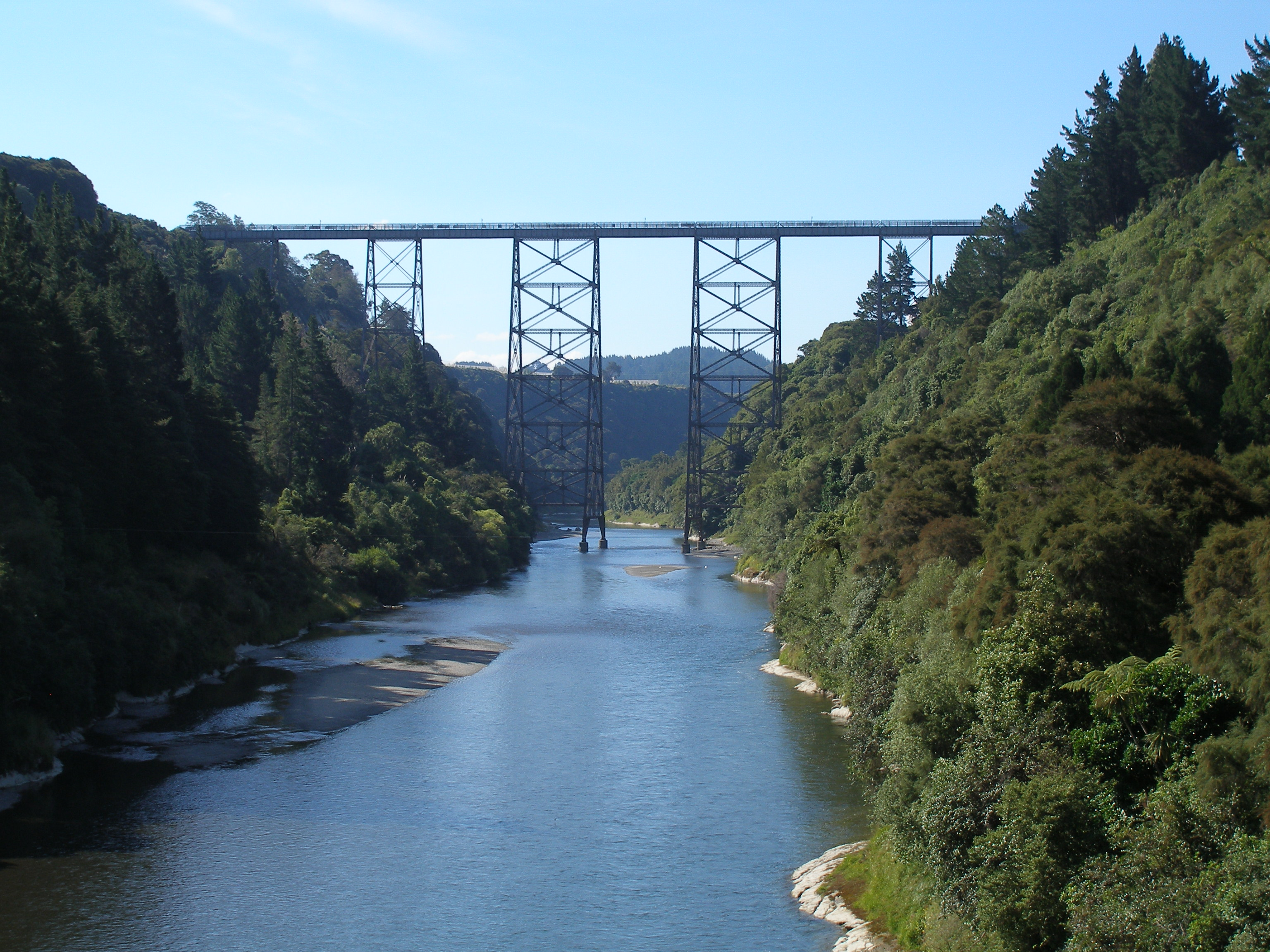
Mohaka Viaduct

Der Mohaka Viaduct ist die höchste Eisenbahnbrücke in Neuseeland.
Die 1936 fertiggestellte und ein Jahr später eingeweihte Stahlfachwerkbrücke befindet sich im Verlauf der Bahnstrecke Palmerston North–Gisborne auf der Nordinsel von Neuseeland zwischen den Bahnhöfen Putorino und Raupunga. Die Strecke überquert mit der Brücke den Mohaka River. Sie weist eine Höhe von 95 Metern auf und ist 276,8 Meter lang. Ihre ursprüngliche Optik ist durch eine Windschutzverkleidung verändert, die parallel zur Fahrbahn nachträglich angebracht wurde.